# ماکسول (نوازنده)
ماکسول (انگلیسی: Maxwell؛ زادهٔ ۲۳ مهٔ ۱۹۷۳) یک موسیقی‌دان اهل ایالات متحده آمریکا است.